# Hansiella
Hansiella is een geslacht van neteldieren uit de familie van de Ptilocodiidae.

## Soort
- Hansiella fragilis Bouillon, 1980